# Daouirba
Daouirba est une localité située dans le département de Tougouri de la province du Namentenga dans la région Centre-Nord au Burkina Faso. 

## Géographie
Daouirba se situe à 5 km au nord-est de Tilga, à environ 35 km au sud-ouest de Tougouri, le chef-lieu du département, et à 50 km à l'est de Kaya.

## Éducation et santé
Le centre de soins le plus proche de Daouirba est le centre de santé et de promotion sociale (CSPS) de Tilga tandis que le centre médical avec antenne chirurgicale (CMA) se trouve dans la province voisine à Kaya.
Daouirba possède une école primaire publique.